# Bencilvinilsulfóxido
El bencilvinilsulfóxido es un sulfóxido de fórmula molecular C9H10OS.